# هانس فاغنر (متزلج جماعي)
هانس فاغنر (بالألمانية: Hans Wagner)‏ هو متزلج جماعي ألماني، ولد في 6 أكتوبر 1949 في نوبيويرن في ألمانيا.

## وصلات خارجية
- هانس فاغنر على موقع أوليمبيديا (الإنجليزية)